# Heiner Wittmann

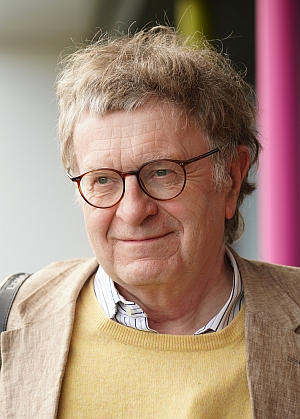
Heiner Wittmann (2021)

Heiner Wittmann (* 15. August 1955 in Köln) ist ein deutscher Romanist (Literatur- und Kulturwissenschaften), Historiker und Politikwissenschaftler.

## Leben
Heiner Wittmann wurde als Sohn des Chemikers Jürgen Wittmann und dessen Frau Elsbeth-Susanne, geb. Pabst, in Köln-Mülheim geboren. Nach dem Besuch der Volksschule in Bad Godesberg und Herrlingen bei Ulm besuchte er das Schubart-Gymnasium in Ulm und anschließend das Schiller-Gymnasium in Köln, an dem er im Juni 1974 das Abitur ablegte. Von 1976 bis 1978 studierte Wittmann Romanische Philologie, Geschichte und Politische Wissenschaften an der Universität Paris III (Sorbonne-Nouvelle) und am Institut d’études politiques de Paris. Zu seinen wichtigsten Lehrern in Paris zählten Maurice Duverger und Alfred Grosser. Ab Oktober 1978 setzte Wittmann sein Studium an der Rheinischen Friedrich-Wilhelms-Universität in Bonn fort, wo er im Juni 1983 das Erste Staatsexamen ablegte. Nach dem Zweiten Staatsexamen im April 1986 mit den Fächern Französisch und Geschichte wurde er Wissenschaftlicher Mitarbeiter am Bonner Lehrstuhl von Dirk Hoeges, bei dem er im Februar 1987 mit einer Arbeit über die Ästhetik im Werk von Jean-Paul Sartre promoviert wurde. Von 1988 bis 1991 war er Redakteur bei Dokumente. Zeitschrift für den deutsch-französischen Dialog in Bonn: Chefredakteur Ernst Weisenfeld. Von 1988 bis 2021 war er nacheinander in verschiedenen Verlagen der Klett Gruppe tätig. Von 1996 bis 2003 war er Lehrbeauftragter am Institut für Linguistik/Romanistik der Universität Stuttgart. Von 2011 bis 2015 war er Lehrbeauftragter am Institut für Romanische Literaturen der Universität Stuttgart. Seit August 2022 unterrichtet er als Französischlehrer an der Hermann-Lietz-Schule Schloss Bieberstein in Hofbieber. Seit August 2025 arbeitet er als Französischlehrer an der Landesschule Pforta.

## Werk
Sein Werk umfasst Untersuchungen zur Literatur und Geschichte des 19. und 20. Jahrhunderts, sowie zu den deutsch-französischen Beziehungen und dem Internet und dem Web 2.0. Seine Arbeiten galten vor allem der Rolle von Literatur und Kunst im politischen und gesellschaftlichen Kontext: Sartre und die Kunst. Die Porträtstudien von Tintoretto bis Flaubert, Albert Camus. Kunst und Moral und Aesthetics in Sartre and Camus. The Challenge of Freedom. Im Juni 2011 erinnerte er in einem Vortrag in der Sorbonne an Sartres Begründung der Rezeptionsästhetik, die Sartre 1947 in Was ist Literatur? dargelegt hatte. 2013 erschien seine Studie über Napoleon III. und das Zweite Kaiserreich: Napoleon III. Macht und Kunst. Thema des Buches ist das Verhältnis der Künstler und Intellektuellen zum Regime des Zweiten Kaiserreichs Napoleons III. 2021 erschien seine Studie Napoleon Bonaparte. Der Bonapartismus und die Napoleon-Legende.
Zu seinem Werk gehören zahlreiche Rezensionen, Vorträge im In- und Ausland zur Literaturwissenschaft, zu den deutsch-französischen Beziehungen, zur Unterrichtsdidaktik, zum Einsatz des Computers im Fremdsprachenunterricht. Mit den Vorträgen und Seminaren bei der Sommerakademie in Rinteln und durch Veröffentlichungen zum Web 2.0 hat er sich auch den Medienwissenschaften zugewandt.
Im Heureka-Klett-Softwareverlag GmbH der Klett Gruppe hat er 1996 eine der ersten CDs des Unternehmens mit Fotos und Sprachausgabe zum Sprachenlernen konzipiert und produziert: Eine Reise nach Burgund.
Seit 2006 betreibt er einen meist zweisprachigen Blog zu den deutsch-französischen Beziehungen, der französischen Literatur, Politik und Geschichte. Von 2006 bis 2023 schriebt er einen Blog für den Verlag Klett-Cotta, wo er über neue Bücher und allgemeine Themen aus dem Buchmarkt berichtet hat. Seit 2008 veröffentlichte er 270 Filme, Interviews und Gespräche mit Autoren, Politikern und Wissenschaftlern. Mittlerweile werden seine Beiträge mit Leseberichten und Autoreninterviews auf der Website von Klett-Cotta veröffentlicht.
Von 2001 bis 2019 war er freier Mitarbeiter im Büro des Architekten Roland Ostertag (1931–2018). Aus dieser Zusammenarbeit entstand ab 2006 ein Blog zur Kunst, Architektur, Stadtplanung und Kultur in Stuttgart, auf dem viele Architektur-Themen, die sich aus der Vorbereitungen für Vorträge ergeben haben, vertieft und Fotos vornehmlich zu Themen der Stadtplanung gezeigt werden.
Er arbeitet mit dem Künstlerpaar Michel Sicard und Mojgan Moslehi mit Interviews eng zusammen:. Mit Michel Sicard hat er 11 Interviews über das Werk von Jean-Paul Sartre aufgezeichnet.
Durch seine berufliche Tätigkeiten im Rahmen der Online-Koordination in der Klett-Gruppe hat er seit 1998 seine Kenntnisse der Medienwissenschaften weiter vertieft und sich im Beruf als Online-Redakteur ab 2004 auf die Einsatz der sozialen Netzwerke als Ergänzungen zu seinen Blogs spezialisiert. Die sozialen Netzwerke im Unterricht waren auch Thema seiner Veranstaltungen in der Lehrerfortbildung.

## Mitgliedschaften
- Mitglied des Vorstandes der Groupe d’Études Sartriennes
- Mitglied des Vorstandes der Sartre-Gesellschaft
- Mitglied des Vorstandes der Société Rétif de la Bretonne
- 2. Vorsitzender der Hans-Mayer-Gesellschaft
- Ehrenmitglied des Vereins Freunde des Institut français de Stuttgart, Les Amis de l’Institut e. V.[17]

## Preise und Auszeichnungen
- 2012 Chevalier dans l’Ordre des Palmes Académiques

## Publikationen
Monographien
- Von Wols bis Tintoretto. Sartre zwischen Philosophie und Kunst. Verlag Peter Lang, Frankfurt a. M. u. a. 1987, ISBN 3-8204-1025-2 (Zugl.: Bonn, Univ., Diss., 1987).
- Sartre und die Kunst. Die Porträtstudien von Tintoretto bis Flaubert. Tübingen 1996, ISBN 3-8233-5167-2.
- Albert Camus. Kunst und Moral (= Dialoghi/Dialogues. Literatur und Kultur Italiens und Frankreichs, hg. von Dirk Hoeges, Band 6). Frankfurt am Main 2009, ISBN 978-3-631-58693-8.
- L'esthétique de Sartre. Artistes et intellectuels, traduit par J. Yacar et N. Weitemeier, L'Harmattan, Paris 2001, ISBN 2-7475-0849-8.
- Sartre, Camus und die Kunst. Die Herausforderung der Freiheit. (= Dialoghi/Dialogues. Literatur und Kultur Italiens und Frankreichs, hg. von Dirk Hoeges, Band 18). Frankfurt am Main 2020, ISBN 978-3-631-83653-8
- Aesthetics in Sartre and Camus. The Challenge of Freedom (= Dialoghi/Dialogues. Literatur und Kultur Italiens und Frankreichs, hg. von Dirk Hoeges, Band 13). Frankfurt am Main 2009, ISBN 978-3-631-58693-8.
- Napoleon III. Macht und Kunst. (= Dialoghi/Dialogues. Literatur und Kultur Italiens und Frankreichs, Band 17), Frankfurt am Main 2013, ISBN 978-3-631-64209-2.
- Napoleon Bonaparte 1769-1821. Der Bonapartismus und die Napoleon-Legende. Köln 2021, ISBN 978-3-9815560-6-3.
- Napoleon III. und die Freimaurer. Köln 2022, ISBN 978-3-9815560-7-0.

Herausgeberschaft
- Roland Ostertag, Die Ausstellung am Gähkopf. Stadtgeschichte. Architektur. Stadtplanung, Stuttgart: Privatdruck 2018.
- zusammen mit Christina Rohwetter, Marita Slavuljica (Hrsg.): Literarische Autonomie und intellektuelles Engagement. Der Beitrag der französischen und italienischen Literatur zur europäischen Geschichte (15.–20. Jh.). Festschrift für Dirk Hoeges zum 60. Geburtstag. Peter Lang, Frankfurt am Main 2004, ISBN 3-631-52297-5.